# باول أ. كينون
باول أ. كينون (بالإنجليزية: Paul A. Kennon)‏ هو مهندس معماري أمريكي، ولد في 27 يناير 1934 في شريفبورت في الولايات المتحدة، وتوفي في 8 يناير 1990 في هيوستن في الولايات المتحدة.